# Zephronia doriae
Zephronia doriae är en mångfotingart som beskrevs av Pocock 1890. Zephronia doriae ingår i släktet Zephronia och familjen Zephroniidae. Inga underarter finns listade i Catalogue of Life.